# Fixed function pipeline
Fixed Function Pipeline FFP is een methode om computergraphics zo aan te passen dat zij voor uitvoer geschikt zijn.
Direct3D gebruikt veel berekeningen om tot de zichtbare uitvoer te komen. Hiervoor zijn maar een paar algoritmes nodig. Met FFP kan een van deze algoritmes gekozen worden en de daarvoor nodige parameters worden ingesteld. Er is slechts een handvol voorgedefinieerde algoritmes en er zijn geen zelfgemaakte algoritmes aan toe te voegen. Vandaar de naam Fixed Function Pipeline.
Er kan veel met FFP worden gedaan, maar de volledige controle kan alleen verkregen worden bij de Programmable Pipeline, beter bekend als Shaders.